# Tibetaanse literatuur
Het begrip Tibetaanse literatuur is onder te verdelen naar drie verschillende omschrijvingen.
Definitie naar taalTibetaanse literatuur die in Tibetaans schrifttaal werd opgetekend, zowel als in talrijke Tibetaanse dialecten mondeling werd overgeleverd. Literatuur in het Tibetaans is voornamelijk in de Tibetaanse Autonome Regio en Tibetaanstalige gebieden in Qinghai, Gansu, Sichuan en Yunnan en in Mongolië, Ladakh, Nepal, Bhutan, Sikkim en de Tibetaanse nederzettingen van Tibetaanse ballingen verbreid. Een groot deel van de literatuur in het Tibetaans bestaat uit vertalingen, riteteksten, commentaren en filosofische verhandelingen van boeddhistische geschriften en literatuur, waaronder ook biografieën, wetenschappelijke verhandelingen en geschiedschrijving. De literatuur in het Tibetaans behelst verder veel mythen, sagen, sprookjes, legendes, liederen, opera's, spreekwoorden en gezegden.
Definitie naar etniciteitVolgens de definitie naar etniciteit worden tot de Tibetaanse literatuur ook de teksten gerekend die door Tibetanen zijn geschreven in andere talen, vooral in het Chinees en het Engels.
Definitie naar thematiekIn de Volksrepubliek China behoren bovendien teksten die Tibet tot thema hebben, tot de Tibetaanse literatuur.
Definitie naar geografieLiteratuur uit TIbet en andere regio's waar Tibetanen wonen.

## Volksliteratuur en mondelinge overlevering

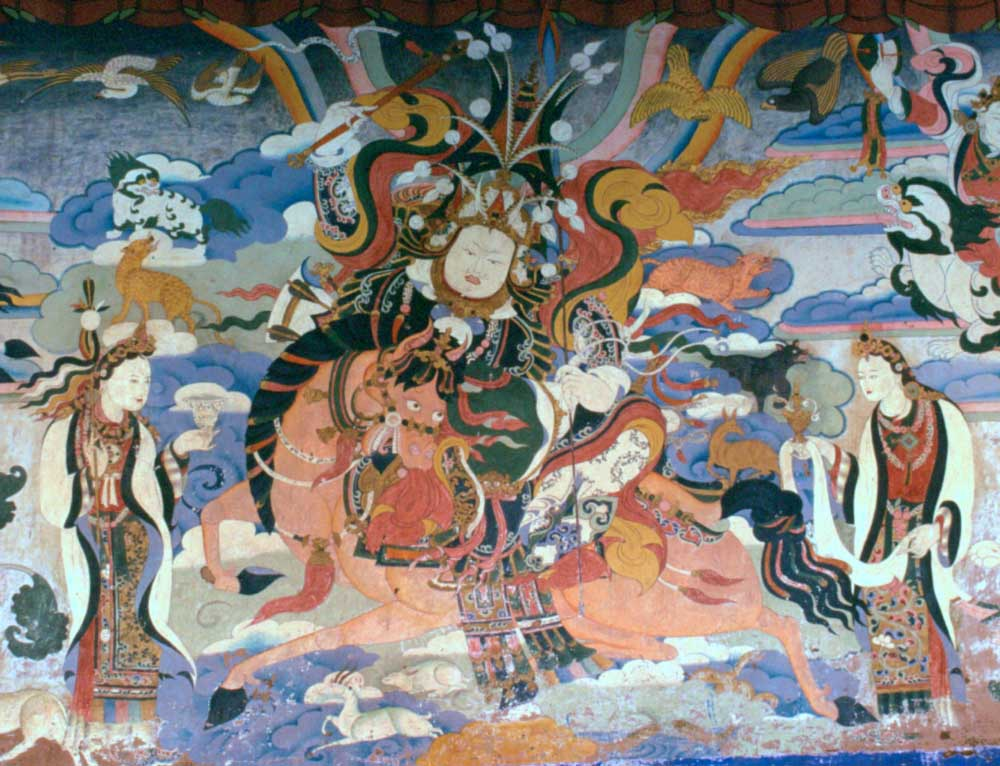
Muurschildering van koning Gesar

Aapafstammelingen van Zodang GongporiDe Tibetaanse volksliteratuur (in de geromaniseerde weergaven van Wylie dmangs sgrung) kenmerkte zich sterk door mondelinge overlevering. De belangrijke mythe, over de ontstaansgeschiedenis van de Tibetanen, is voor veel Tibetanen zelfs voldoende om geloofd te worden als de historische Tibetaanse schreden op de aarde, en dus over het ontstaan van hun volk. Volgens deze mythe zou Chenrezig, de Tibetaanse naam voor Avalokitesvara, persoonlijk betrokken zijn geweest bij de creatie van de Aapafstammelingen van Zodang Gongpori. Twee heilige bergen in Tibet, de Zodang Gongpori en vooral de Kailash, spelen een hoofdrol in de ontstaansgeschiedenis en de legende verklaart de periode sinds de zondvloed tot het moment de apen zich hadden omgevormd tot mensen zonder haren en geen staart.
Het Epos van GesarEen ander groot voorbeeld uit de legendarische overlevering in de Tibetaanse literaire geschiedenis is het Epos van koning Gesar. Het is van zeer grote betekenis en geldt als hét nationale epos voor de Tibetanen. Het hoofdaandeel van deze teksten vormen sprookjes, sage en kluchten. Deze heldenliederen werden voornamelijk door professionele barden op volksfeesten voorgedragen. Er zijn verschillende versies, die in veel gevallen van boeddhisme doordrenkt zijn.
Oom TompaOnder de dagelijkse vertellingen vallen vooral de verhalen van Oom Tompa (eig. Tönpa) op. Hoewel in Tibet elke volwassene en elk kind deze verhalen kent, is deze figuur in het Westen relatief onbekend – mogelijk vanwege het gedeeltelijk grove, niet in het gebruikelijke cliché van Tibet passende inhoud.
Talrijke van deze vertellingen hebben een seksuele inhoud: zo probeert Oom Tompa meestal vrouwen uit de meest verschillende lagen van de samenleving in bed te krijgen, waaronder een koningsdochter, de buurvrouw en nonnen. Niet zelden neemt hij daarbij een loopje met de algemeen geldende regels.
Gekke yogi'sGeliefd zijn de verhalen van zogenaamde gekke yogi's, zoals Drugpa Künleg, die hun instructies op onconventionele wijze aan gewone mensen geven en daarbij vaak hun eigen begeertes en driften onthullen. Ook hier gaat het voor een deel om een seksuele inhoud, waarbij echter bij de lezer geen plezier maar afkeer opgewekt wordt. Daarnaast zijn er tamelijk lange sprookjes en korte, vaak grappige verhalen, waarvan af en toe de grap bij de Europese luisteraar niet vanzelf duidelijk wordt.

## Oude literatuur (tot 950)
Het tijdperk van de oude literatuur omvat alle literatuur die tot aan het einde van de Tibetaanse monarchie werd geschreven.
Ontwikkeling van het Tibetaanse schriftMet de toenemende betekenis van het boeddhisme werd door minister Thonmi Sambhota onder de heerser Songtsen Gampo in het jaar 632 een Tibetaans schrift ontwikkeld. Hoewel de herkomst niet bewezen is, wijzen veel schrijvers op de overeenkomsten met het Khotanees schrift, de weergave van een Indo-Iraanse taal in Centraal-Azië. Dit gebied behoorde toen tot het Tibetaanse imperium en kende ook een Tibetaans bevolkingsdeel. Vermoedelijk is dit schrift daar verder ontwikkeld en in een ontwikkeld stadium in Centraal-Tibet ingevoerd. Het vroegste gebruik van het schrift betrof zonder twijfel uitsluitend administratieve en geschiedkundige doeleinden. Een deel van de Chinese teksten is in Tibetaans schrift geschreven; het omgekeerde kwam eveneens voor.
De MahavyutpattiEen belangrijk werk uit de 9e eeuw is de Mahavyutpatti, een Sanskriet-Tibetaans woordenboek met boeddhistische terminologie. Het is onder koning Tri Ralpachen samengesteld.
DunhuangIn de oasestad Dunhuang in Gansu werd in het jaar 950 een grote bibliotheek met onder andere Tibetaanse, Oeigoerse en Chinese boeddhistische teksten ingemuurd om ze tegen vernietiging door moslims te beschermen. De Tibetaanse teksten uit de grotten van Dunhuang (de manuscripten van Dunhuang) en uit Hotan gelden als de oudste bewaard gebleven Tibetaanse boeken.
Ook de vernietiging van de boeddhistische literatuur van Gandhara en India kan voor het grootste deel alleen nog worden gecompenseerd met behulp van vertalingen van de Tibetaanse literatuur. De literatuur in het Tibetaans geldt als veruit de meest volledige vorm van tot ons gekomen boeddhistische tradities, die bovendien tot in het midden van de 20e eeuw door hun religieuze isolatie tot op het hoogste niveau bewaard konden blijven.

## Klassieke literatuur (1000–1950)
Het tijdperk van de klassieke literatuur omvat het grootste deel van de Tibetaanse teksten die tijdens de zogenaamde tweede verbreiding sinds de 11e eeuw ontstaan zijn.
De beschrijving en deels herinterpretatie van de grammaticale regels door Thonmi Sambhota had tot doel oude teksten beter begrijpelijk te maken en correcter vast te leggen. Ze vormt een niet onaanzienlijk bestanddeel van de klassieke literatuur.

### Tekstsamenstelling

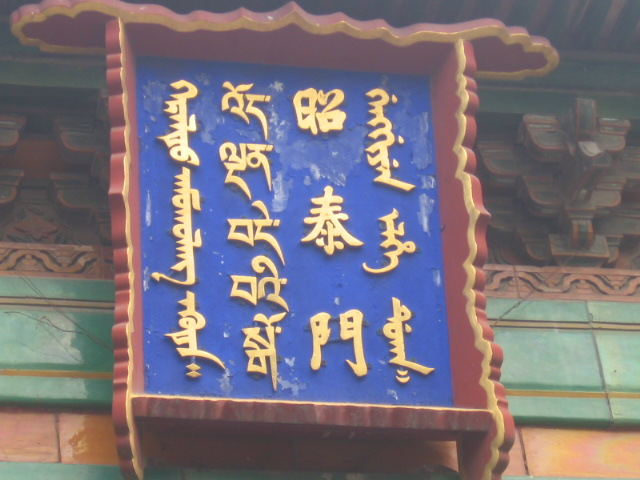
Mongools, Tibetaans, Chinees en Mantsjoers schrift

Sakya Pandita (1182-1251) schreef de "Principes van de Indo-Tibetaanse scholastiek" (Tibetaans: mkhas pa 'jug pa'i sgo) en vertaalde de Spiegel van de poëzie (snyan ngag gi me long) van Dandin. Beide boeken zijn kenmerkend voor de normatieve regels van de tekstsamenstelling die toentertijd werden ingevoerd, en die tot 1950 van kracht bleven.
Aan de zesde dalai lama, Tsangyang Gyatso, worden talrijke gedichten (Tibetaans snyan ngag) toegeschreven, met vaak wereldse inhoud en van een hoog poëtisch niveau. Hij had zijn monnikengelofte teruggegeven en zich ook al snel uit de regeringszaken teruggetrokken.

### Boeddhistische canonieke literatuur

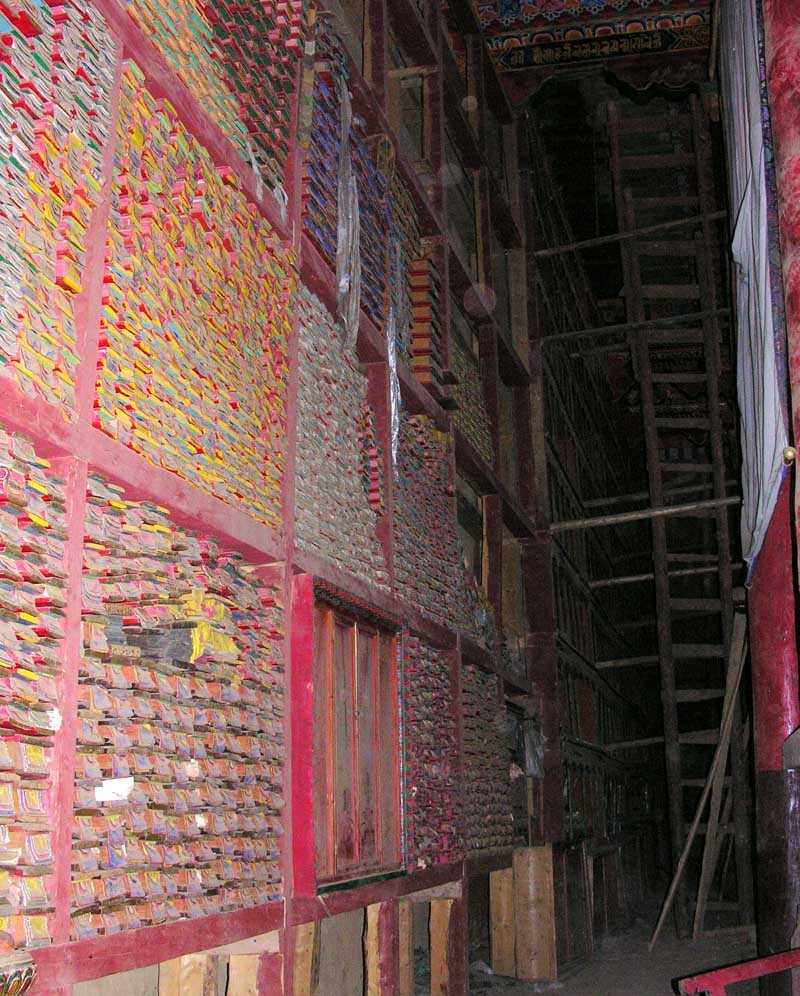
Kanjur en Tanjur in een kloosterbibliotheek

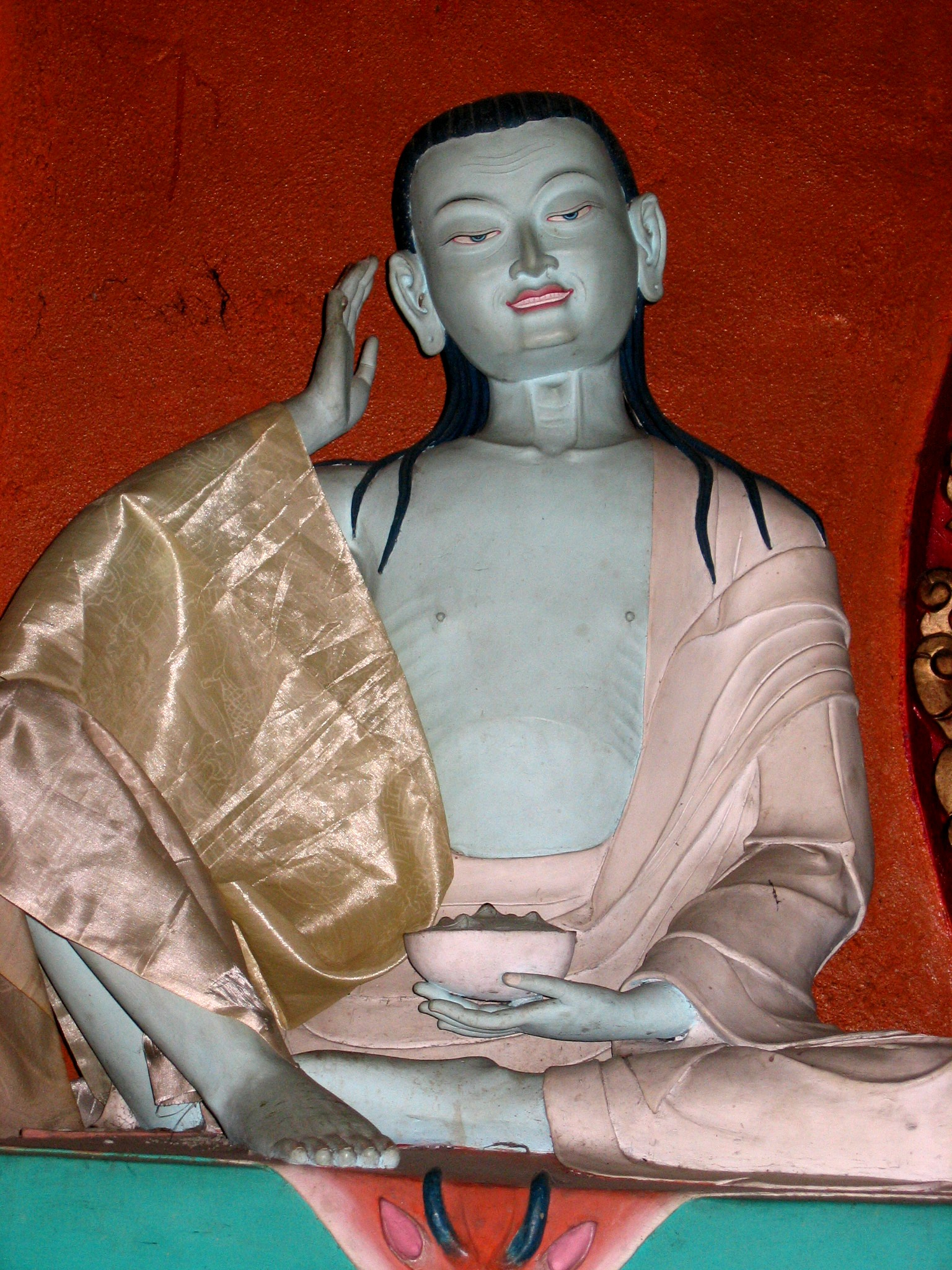
Standbeeld van Milarepa in de Milarepa Gompa in Nepal